# 福岡ウイニングスピリッツ
福岡ウイニングスピリッツ（ふくおか-）は、福岡県福岡市を本拠地とする、男子バレーボールのクラブチームである。2024-25シーズンはV.LEAGUE MEN 西地区在籍。

## 概要
運営母体は、一般社団法人福岡ウイニングスピリッツ。
2020年7月に前身の博多スポーツクラブ内6人制バレーボール男子クラブチームから発足。2021年、V.LEAGUEのS3ライセンスを取得し、2022-23シーズンのV3リーグ参入が内定した。
2023年から女子チームとして「博多ウイニングスピリッツ」が活動しており、全国6人制バレーボールリーグ総合優勝大会に出場している。

## 歴史
前身は「博多スポーツクラブ」の6人制男子シニアチームである。
博多区の認可外保育施設の経営者で熱心なバレーボールファンでもある上竹原聖子が、福岡県内にVリーグチームがなく強豪校で育った選手が別の地方に行かないとバレーボールを続けられない状況に目を向け、2013年7月7日に「博多ジュニアバレーボールクラブ」を設立した。中高生に加え、指導者として地元企業で働く人材も集まり、2014年、前身にあたる6人制男子のシニアチームも設立された。12月、クラブは「博多スポーツクラブ」としてNPO法人の認可を受けた。
2018-19シーズン、第38回全日本クラブカップ男子選手権大会の福岡県予選に出場。
2019-20シーズン、第39回全日本クラブカップ男子選手権大会の福岡県予選で準優勝を果たす。九州地域リーグでは優勝し、第10回全国6人制バレーボールリーグ総合男女優勝大会に出場した。
2020年7月、チームは一般社団法人として法人化し、V.LEAGUE入りを目的として「福岡ウイニングスピリッツ」を発足した。
2021-22シーズン、天皇杯九州クラブブロック予選を勝ち抜き九州ブロックラウンドに進出する。九州ブロックラウンドでは1回戦で敗れる。
2021年、V.LEAGUEのS3ライセンスを取得し、2022-23シーズンのV3リーグ参入が内定した。
2023年、元日本代表コーチのライアン・マサジェディ（旧名：アーマツ・マサジェディ）が監督に就任した。しかし、2023-24シーズンのV3男子開幕を控えた2023年11月2日、コーチの平岩真澄が新監督に就任したと発表した。ライアンは監督としてV.LEAGUEに一度登録されていたが、登録抹消されている。
2024年、10月26日の2024-25 V.LEAGUE MENチーム開幕戦から高松卓矢が監督として登録され、11月1日にチーム公式から正式に監督就任が発表された。シーズン途中からは石島雄介がコーチを務めている。
2025年3月31日、2025-26シーズンにおけるV.LEAGUEライセンス申請取り下げを発表。同月19日に発表された第1回Vライセンス判定結果では財務基準、人事体制・組織運営基準に関して継続審議となっていたが、それらの整備への対応が間に合わないと判断したため。チームの活動は継続し、2026年の復帰を目指す。

## 成績

### 主な成績
V.LEAGUE DIVISION3 MEN
- 優勝 なし
- 準優勝 なし

### 年度別成績

#### V.LEAGUE (2018-2024)
| 所属      | 年度    | 最終 順位 | 参加 チーム数 | レギュラーラウンド | レギュラーラウンド | レギュラーラウンド | レギュラーラウンド | ポストシーズン | ポストシーズン | ポストシーズン |
| 所属      | 年度    | 最終 順位 | 参加 チーム数 | 順位               | 試合               | 勝                 | 敗                 | 試合           | 勝             | 敗             |
| --------- | ------- | --------- | ------------- | ------------------ | ------------------ | ------------------ | ------------------ | -------------- | -------------- | -------------- |
| DIVISION3 | 2022-23 | 10位      | 10チーム      | 10位               | 27                 | 3                  | 24                 | -              | -              | -              |
| DIVISION3 | 2023-24 | 11位      | 10チーム      | 11位               | 20                 | 3                  | 17                 | -              | -              | -              |

#### SV.LEAGUE / V.LEAGUE
| 所属     | 年度    | 最終 順位 | 参加 チーム数       | レギュラーラウンド | レギュラーラウンド | レギュラーラウンド | レギュラーラウンド | ポストシーズン | ポストシーズン | ポストシーズン | 備考 |
| 所属     | 年度    | 最終 順位 | 参加 チーム数       | 順位               | 試合               | 勝                 | 敗                 | 試合           | 勝             | 敗             | 備考 |
| -------- | ------- | --------- | ------------------- | ------------------ | ------------------ | ------------------ | ------------------ | -------------- | -------------- | -------------- | ---- |
| V.LEAGUE | 2024-25 | 18位      | 10チーム （西地区） | 10位               | 28                 | 1                  | 27                 | -              | -              | -              |      |

## 選手・スタッフ(2024-25)

### 選手
| 背番号                                     | 名前                         | シャツネーム | 生年月日（年齢）       | 身長 | 国籍         | Pos | 在籍年      | 前所属             | 備考                       |
| ------------------------------------------ | ---------------------------- | ------------ | ---------------------- | ---- | ------------ | --- | ----------- | ------------------ | -------------------------- |
| 1                                          | 梅村靖二                     | GEORGE       | 1998年9月28日（26歳）  | 179  | 日本         | OH  | 2024年-     | 兵庫               | 移籍加入                   |
| 3                                          | 内田恒輝                     | UCHIDA       | 1998年3月19日（27歳）  | 175  | 日本         | S   | 2020-2024年 | 日本大学           | キャプテン、2024年12月引退 |
| 4                                          | 平岡優志                     | HIRAOKA      | 1999年12月11日（25歳） | 173  | 日本         | L   | 2023年-     | 奈良               |                            |
| 5                                          | 平島豊                       | YUTAKA       | 1996年3月8日（29歳）   | 188  | 日本         | MB  | 2022年-     | 福岡大学           | 副キャプテン               |
| 6                                          | 饒平名丈衣                   | YOHENA       | 2002年6月11日（22歳）  | 181  | 日本         | OP  | 2024年-     | 兵庫               | 新加入                     |
| 7                                          | 野田孔                       | NODA         | 2001年8月16日（23歳）  | 182  | 日本         | OH  | 2023年-     | 佐賀工業高校       |                            |
| 8                                          | 藤尾直道                     | NAOMICHI     | 2000年8月29日（24歳）  | 190  | 日本         | OH  | 2021年-     | 福岡大学           |                            |
| 9                                          | 里見柾亮                     | SATOMI       | 1999年12月11日（25歳） | 183  | 日本         | MB  | 2024年-     | 奈良               | 移籍加入                   |
| 10                                         | イマームアハメド・ファイサル |              | 2005年3月14日（20歳）  | 194  | インドネシア | OP  | 2024年-     |                    | 新加入                     |
| 11                                         | 岡本基岐                     |              | 2003年7月13日（21歳）  | 183  | 日本         | S   | 2025年-     | Natur Bucks        | 新加入                     |
| 12                                         | 高島響                       | HIBIKI       | 2002年8月2日（22歳）   | 175  | 日本         | OH  | 2023年-     | 福岡工業高校       |                            |
| 14                                         | 水口棟勤                     | TOUKI        | 2000年5月3日（24歳）   | 191  | 日本         | OP  | 2024年-     | 明知大学校         |                            |
| 16                                         | 上別縄怜                     | REI          | 2002年5月27日（22歳）  | 174  | 日本         | OH  | 2023年-     | 西日本工業大学     |                            |
| 18                                         | 箕本修斗                     | SHUTO        | 2002年3月1日（23歳）   | 171  | 日本         | S   | 2023年-     | 西日本工業大学     |                            |
| 20                                         | 土谷悠芸                     | TSUCHIYA     | 1992年4月6日（33歳）   | 196  | 日本         | MB  | 2023年-     | つくば             |                            |
| 22                                         | 玉田潤                       | JUN          | 2002年3月3日（23歳）   | 186  | 日本         | MB  | 2023年-     | 西日本工業大学     |                            |
| 24                                         | 辻川頼来                     | RAIKU        | 2002年1月15日（23歳）  | 178  | 日本         | OH  | 2024年-     | つくば             | 移籍加入                   |
| 30                                         | 禹良聖                       | YU           | 2002年10月8日（22歳）  | 190  | 台湾         | S   | 2024年-     | 明知大学校         | 移籍加入                   |
| 34                                         | 藤井達也                     | TATSUYA      | 2003年4月3日（22歳）   | 174  | 日本         | OP  | 2022年-     | 福岡大学（在学中） |                            |
| 出典：Vリーグ公式サイト 更新：2025年2月7日 |                              |              |                        |      |              |     |             |                    |                            |

### スタッフ
| 役職                                       | 名前       | 備考 |
| ------------------------------------------ | ---------- | ---- |
| 部長                                       | 上竹原聖子 |      |
| GM                                         | 正木研次   |      |
| GM                                         | 黒葛川雅広 |      |
| 副部長                                     | 勝木啓文   |      |
| ヘッドコーチ                               | 高松卓矢   | 新任 |
| コーチ                                     | 石島雄介   | 新任 |
| コーチ                                     | 中村志穂   |      |
| カメラマン                                 | 谷村和哉   |      |
| カメラマン                                 | 牟田海史   |      |
| 不動産関連                                 | 古場風太   |      |
| イラストレーター・アーティスト             | 青柳直希   |      |
| Web・ライティング                          | 前田法誠   |      |
| 理事                                       | 福田隼人   |      |
| 出典：Vリーグ公式サイト 更新：2025年2月7日 |            |      |